# Oleg Siniegubov
Oleg Vasílievich Siniegubov (10 de agosto de 1983. Járkov, RSS de Ucrania) es un abogado, científico, empresario y político ucraniano. Actualmente es el gobernador de Járkov (desde el 24 de diciembre de 2021). También es Caballero de la Orden de Bohdán Jmelnitski en tercer grado (2022).

## Biografía
Oleg Sinegubov nació el 10 de agosto de 1983 en Járkov. Su padre era un agrónomo.
Se graduó de la escuela secundaria Járkov N.º 147.
En el año 2000 ingresó a la Facultad de Derecho de la Universidad de Asuntos Internos de Járkov. En 2004 se graduó con honores y obtuvo la plaza de abogacía.
Desde julio de 2004 hasta mayo de 2005 trabajó en el Departamento de Investigación del Ministerio del Interior de Ucrania en el Ferrocarril del Sur.
De enero de 2008 a julio de 2008 fue Investigador del Departamento de Investigación de la estación LV Osnova en el Ministerio del Interior de Ucrania, también del Ferrocarril del Sur.
En julio de 2008 renunció al trabajo para dedicarse a una carrera más científica.

## Carrera docente
De mayo de 2005 a diciembre de 2007 fue Profesor Asociado de la Universidad Nacional de Asuntos Internos de Járkov.
De agosto de 2008 a marzo de 2009 fue Profesor Titular del Departamento de Derecho Civil del Instituto de Derecho, Economía y Sociología de la UNAIJ.
De julio de 2011 a noviembre de 2015 fue Vicedecano de Trabajo Educativo y Metodológico del Instituto de Derecho y Comunicaciones Masivas de la UNAIJ. En 2013 recibió el título académico de profesor asociado de derecho civil y procesal.
En 2015 defendió su tesis doctoral sobre «Ejercicio de los derechos personales no patrimoniales de los menores».
De noviembre de 2015 a octubre de 2019 fue el Decano de la Facultad N.º 6 de la UNAIJ.
Desde septiembre de 2016 es Vicepresidente del Consejo Académico Especializado con derecho a aceptar para la consideración y defensa de disertaciones para el grado de Doctor (o Doctorando) en Derecho.
Desde 2018 es miembro del Consejo de Expertos del Ministerio de Educación y Ciencia de Ucrania. Es autor de más de 70 artículos de investigación en el ámbito científico.

## Actividades sociopolíticas
En 2018, fue candidato para el puesto de juez del Tribunal Supremo Anticorrupción de Ucrania, pero no pasó la elección competitiva.
En 2019, durante las elecciones a la Rada Suprema, fue apoderado del candidato a diputado por el partido Servidor del Pueblo en la circunscripción n.º 180, el desarrollador Alexei Krasov.
En octubre de 2019, el gobierno aprobó el nombramiento de Oleg Siniegubov como jefe de la Administración Estatal Regional de Poltava.
El 11 de noviembre de 2019, el presidente Zelenski nombró a Siniegubov para el cargo de jefe de la administración regional de Poltava. Estuvo en el cargo hasta el 24 de diciembre de 2021.
El día de Nochebuena de 2021 fue nombrado gobernador de la Región de Járkov.
Entre los temas que debían abordarse con urgencia, Siniegubov identificó la implementación del Memorándum sobre el no aumento de las tarifas de calefacción en el período otoño-invierno de 2021-2022 (4 comunidades en la región de Járkov aumentaron las tarifas) y la construcción de un centro oncológico regional por la que se realizó una inspección de la futura institución.

## Actividades empresariales y legales
Además de la docencia y la investigación, Oleg Siniegubov también es propietario de Seeds of Slobozhanshchyna LLC y Siniegubov, Sobolev & Partners LLC. Es cofundador de varias empresas comerciales, entre ellas: Vikata LLC, que se dedica a transacciones inmobiliarias; Siboney Service LLC, cuya actividad es la consultoría empresarial y de gestión, y el estudio de abogados Raskosov Loyes Group.
Desde 2009 tiene un certificado de derecho a ejercer la abogacía. Desde finales de 2019, el certificado está caducado, por lo que debería volver a pasar el examen para ejercer nuevamente la abogacía.

## Distinciones y premios
- Orden de Bohdán Jmelnitski, 3er grado (2022) «por una contribución personal significativa a la protección de la soberanía estatal y la integridad territorial de Ucrania, coraje y acciones desinteresadas mostradas durante la organización de la defensa de los asentamientos de los invasores rusos»

## Familia
Tiene una esposa, Anna Zhuravliova, que trabaja en el Departamento de Medicina Interna N.º 3 y endocrinología de la Universidad Nacional Médica de Járkov.
Tiene un hijo nacido en 2016.